# SPAED Vol.1
『SPAED Vol.1』（スペイド・ボリュームワン）はspAedの1枚目のアルバム。

## 内容
HR/HM出身ミュージシャンが集まり、ストレートなビートロックに仕上がったデビュー作品。「Ambition」は冒頭にある女性の声から始まった1分以上のイントロから始まっている。キーボードは片山圭司が在籍した元BLUEWのベーシストだった大堀薫が参加。

## 批評
CDジャーナルは「ソリッドでドライなポップ・チューン揃い。充分に練られたバンド音に仕上げられている」と評した。

## 収録曲
全編曲：spAed
1. Ambition
作詞・作曲：広瀬さとし
2. confess〜ザンゲ〜
作詞：片山圭司
作曲：山下昌良・広瀬さとし
3. last dance
作詞：エリック・ゼイ・片山圭司
作曲：片山圭司・広瀬さとし
4. ロメオとジュリエット
作詞：広瀬さとし
作曲：広瀬さとし・片山圭司
5. GET YOU
作詞：片山圭司
作曲：広瀬さとし
6. FALL
作詞：片山圭司
作曲：片山圭司・広瀬さとし
7. Twenty First Century
作詞：片山圭司
作曲：片山圭司・広瀬さとし
8. Sterility
作詞：広瀬さとし
作曲：広瀬さとし・片山圭司・山下昌良
9. Love affair
作詞：広瀬さとし
作曲：広瀬さとし・片山圭司
10. GINA
作詞・作曲：片山圭司
11. Romance
作詞：広瀬さとし
作曲：片山圭司